# Rainer Maria Rilke

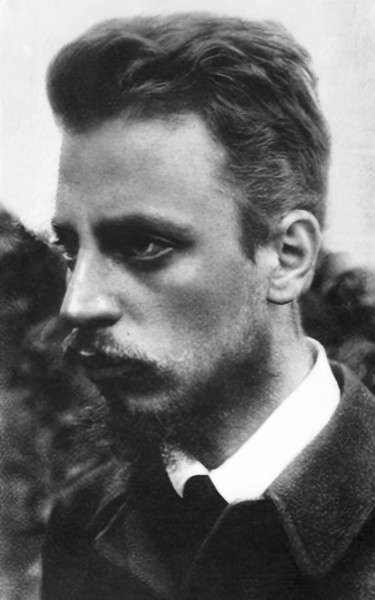
Rainer Maria Rilke um 1900

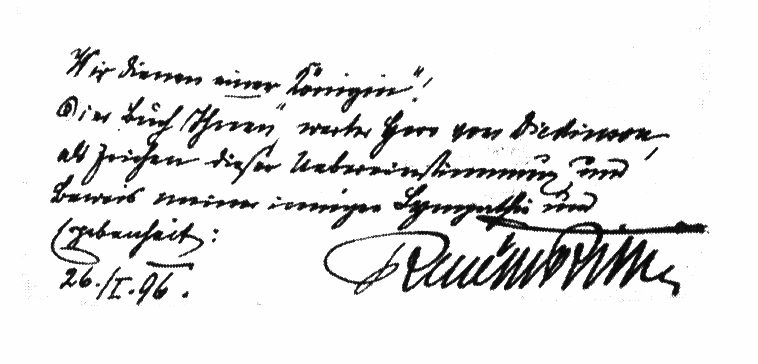
Rilke-Widmung mit Unterschrift, 1896

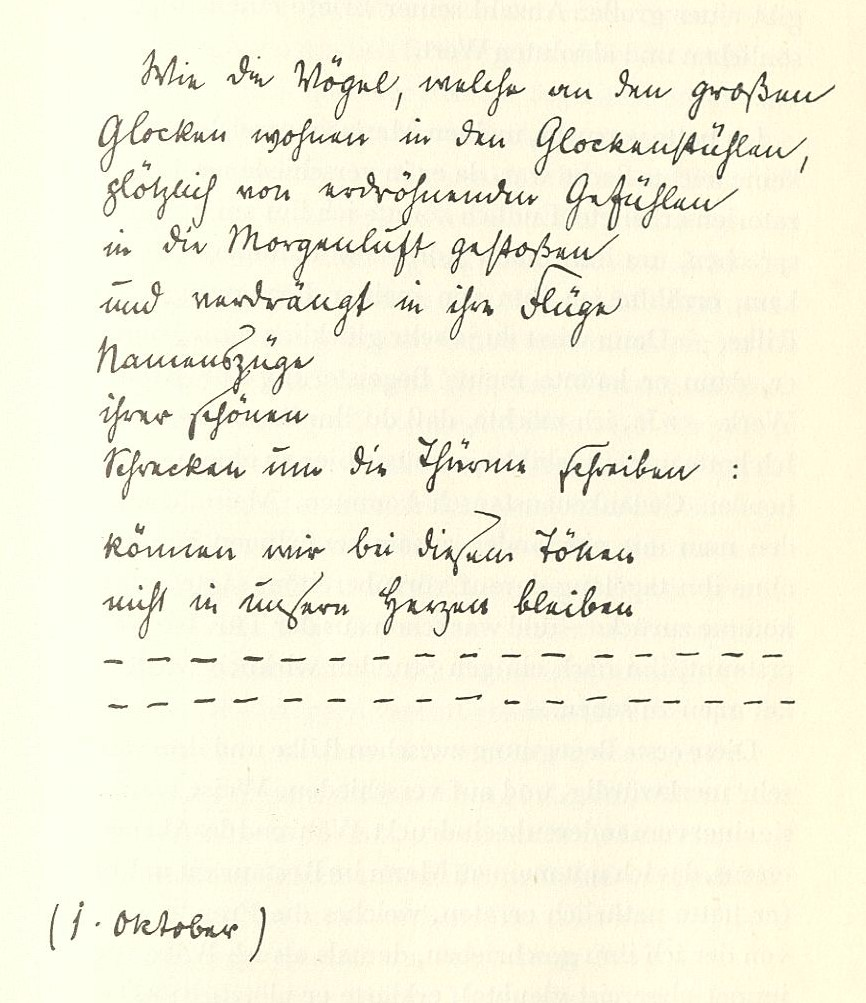
Rainer Maria Rilke: Wie die Vögel (1914)

Rainer Maria Rilke (* 4. Dezember 1875 in Prag, Österreich-Ungarn; † 29. Dezember 1926 im Sanatorium Valmont bei Montreux, Schweiz; eigentlich René Karl Wilhelm Johann Josef Maria Rilke) war ein österreichischer Lyriker deutscher und französischer Sprache.
1905 erschien sein Stunden-Buch mit nachdenklichen, nicht selten religiösen Gedichten, wodurch er bald eine große Popularität erreichte. Die zumeist eingängigen, teils ekstatischen, teils melancholischen Verse prägten das Bild vom prophetischen Dichter Rilke nachhaltig. In seinem Buch der Bilder führte er seine Lyrik, die Reflexionen über Transzendenz und Existenz mit einschloss, fort und vollendete gerade in den Abschiedsgedichten den Ausdruck impressionistischer Lyrik. Mit seiner in den Neuen Gedichten vollendeten, von der bildenden Kunst beeinflussten Dinglyrik gilt er als einer der bedeutendsten Dichter der literarischen Moderne. In seinem Spätwerk führte er die Gattung Elegie in seinen Duineser Elegien nach der Weimarer Klassik und Friedrich Hölderlin auf ihren letzten Höhepunkt in der deutschsprachigen Literatur.
Als Erzähler seines einzigen Romans Die Aufzeichnungen des Malte Laurids Brigge entwickelte Rilke wie in seinen Balladen erste Ansätze der modernen Erzählweise beziehungsweise des Geschichtsdichtens nach dem Historismus, blieb jedoch in der Darstellung der Vormoderne verhaftet. Seine Erzählung Die Weise von Liebe und Tod des Cornets Christoph Rilke erreichte Kultstatus und gehört neben seinem Roman zum bedeutendsten prosaischen Werk des Dichters. Aus seinem Gesamtwerk sind etliche Aufsätze zu Kunst und Kultur sowie zahlreiche Übersetzungen von Literatur und Lyrik bekannt. Seine Briefe an einen jungen Dichter sind eine erzieherische wie poetologische Unterrichtung, während ihm in Rodin die Nachzeichnung der Autopoiesis als Prinzip der Künstlerwerdung gelang.
Sein umfangreicher Briefwechsel mit gleichfalls herausragenden Dichtern und Denkern seiner Zeit gilt als wichtiger Bestandteil seines literarischen Schaffens. Als Übersetzer französischer Lyrik, unter anderen von Paul Verlaine und Paul Valéry, leistete er einen wichtigen Beitrag zum deutsch-französischen Kulturtransfer.

## Leben

### Kindheit (1875–1886)

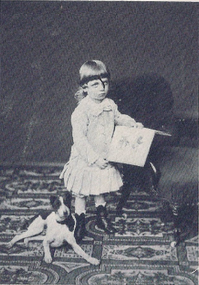
Rainer Maria Rilke, etwa 1877/78

Rilke wurde als René Karl Wilhelm Johann Josef Maria Rilke am 4. Dezember 1875 in Prag geboren. Dieses gehörte damals, wie ganz Böhmen, zu Österreich-Ungarn; die Bürger Böhmens besaßen die altösterreichische Staatsbürgerschaft. Er war das zweite Kind von Josef Rilke (1839–1906) und Sophie („Phia“) Rilke, gebürtige Entz (1851–1931). Die Familie stammte väterlicherseits aus dem nordböhmischen Türmitz, seine Mutter entstammte einer wohlhabenden Prager Fabrikantenfamilie.
Rilkes Kindheit in Prag gilt nicht als glücklich. Dem Vater gelang nicht die angestrebte militärische Karriere, stattdessen wurde er Bahnbeamter. Die Mutter sah ihre Hoffnungen auf ein vornehmes Leben in der Ehe nicht erfüllt. Auch verkraftete sie den frühen Tod der älteren Tochter nicht, die ein Jahr nach der Eheschließung (Mai 1873) 1874 frühgeboren nach einer Woche gestorben war. Sie band ihren einzigen Sohn René – französisch für „der Wiedergeborene“ – an sich und drängte ihn in die Rolle der verstorbenen Schwester. Bis zu seinem sechsten Lebensjahr fand sich Rilke so als Mädchen erzogen; frühe Fotografien zeigen ihn mit langem Haar im Kleidchen. Das Verhältnis zwischen Mutter und Sohn wurde hiervon überschattet.
Mit sechs Jahren besuchte Rilke eine von Piaristen geleitete katholische Volksschule in der Prager Neustadt. Obgleich er eher kränklich war, waren seine Leistungen während der vier Jahre dauernden Schulzeit gut. Im Jahr 1884 brach die Ehe der Eltern auseinander, die fortan ohne Scheidung getrennt lebten. Eine kurze Zeit wurde René von seiner Mutter allein erzogen, bevor seine Eltern ihn in die Militär-Unterrealschule St. Pölten gaben.

### Ausbildung (1886–1896)
Ab dem Jahr 1886 besuchte der dichterisch und zeichnerisch begabte Junge zur Vorbereitung auf eine Offizierslaufbahn die Militärrealschule in St. Pölten in Niederösterreich. Die Zumutungen des militärischen Drills widerstrebten dem musischen Knaben. Nach sechs Jahren brach er seine militärische Ausbildung krankheitshalber ab. Daran schloss sich ein Besuch der Handelsakademie Linz, Oberösterreich, an. In dieser Zeit wohnte er bei Hans Drouot (Verleger und Eigentümer der Druck- und Verlagsanstalt Joseph Feichtingers Erben) im Graben 19 im 3. Stock.
Im Mai 1892 musste er Linz wegen einer nicht geduldeten Liebesaffäre mit einem einige Jahre älteren Kindermädchen verlassen. In einem Wiener Liebesnest aufgegriffen, wurde Rilke von Onkel Jaroslav nach Prag geholt, während sich die Gefährtin Olga Blumauer fortan dem Spott der Linzer Bürgerschaft auszusetzen hatte. Damit war nach der militärischen auch eine wirtschaftliche Karriere aussichtslos geworden. Zurück in Prag, bereitete sich Rilke von 1892 bis 1895 in privatem Unterricht auf die Matura vor, die er 1895 bestand. Im selben Jahr begann er an der Deutschen Universität Prag seiner Geburtsstadt Literatur, Kunstgeschichte und Philosophie zu studieren. Er wechselte im Folgejahr zur Rechtswissenschaft und setzte seine Studien ab September 1896 an der Ludwig-Maximilians-Universität München fort.

### 1897–1902: Entwicklungsjahre
Im März 1897 besuchte Rilke das erste Mal Venedig. Am 12. Mai 1897 traf er in München die weitgereiste Intellektuelle und Literatin Lou Andreas-Salomé und verliebte sich in sie. Auch änderte er seinen Vornamen von René in Rainer, weil Andreas-Salomé den Namen für einen männlichen Schriftsteller angemessener fand. Die folgende intensive Beziehung mit der älteren und verheirateten Frau dauerte bis 1900 an. Auch nach der Trennung, bis zu Rilkes Lebensende, erwies sich Lou Andreas-Salomé als seine wichtigste Freundin und Beraterin. Dabei werden ihre psychoanalytischen Kenntnisse und Erfahrungen, die sie sich 1912/1913 bei Sigmund Freud angeeignet hatte, eine erhebliche Rolle gespielt haben. Freud berichtet, „daß sie dem großen, im Leben ziemlich hilflosen Dichter Rainer Maria Rilke zugleich Muse und sorgsame Mutter gewesen war“ (Sigmund Freuds Gedenkworte zum Tode Lou Andreas-Salomés, 1937).

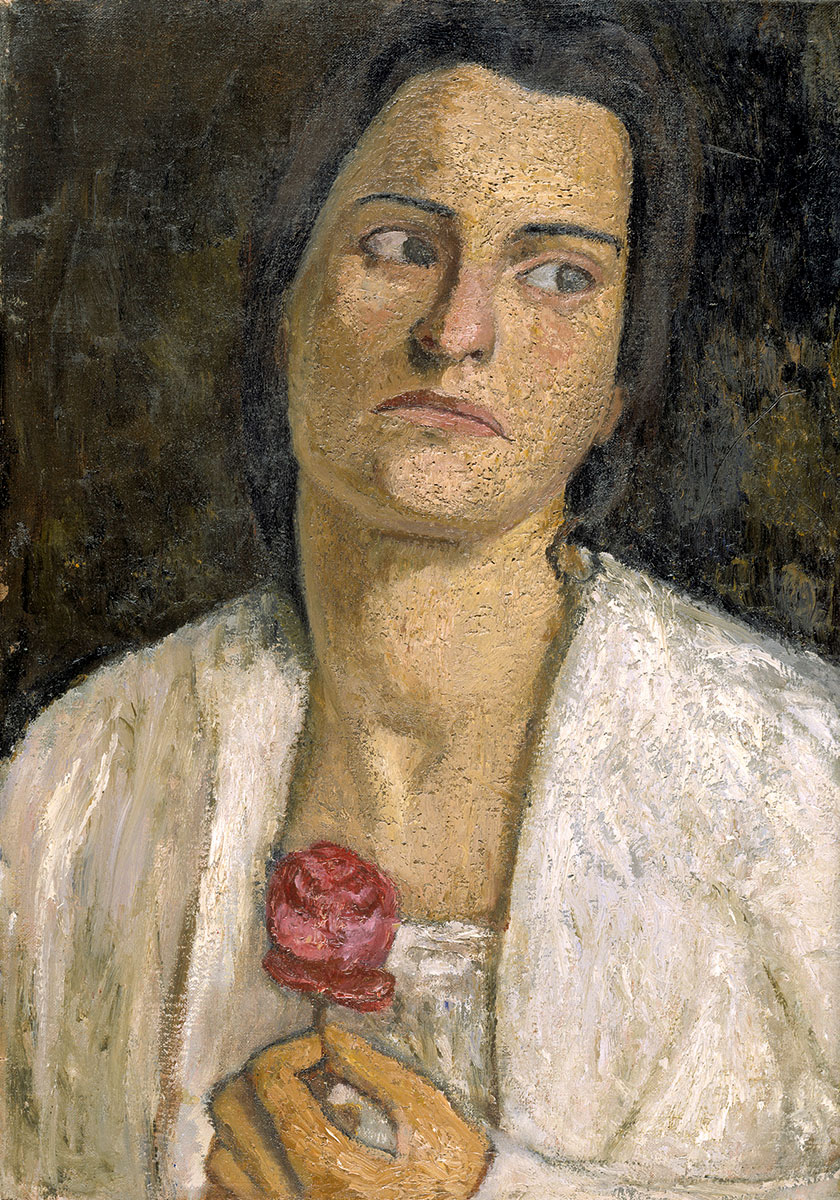
Clara Rilke-Westhoff (Gemälde von Paula Modersohn-Becker, 1905)

Rilke folgte Lou Andreas-Salomé im Herbst 1897 nach Berlin und bezog eine Wohnung in ihrer unmittelbaren Nachbarschaft. In Berlin lernte er das Geschwisterpaar Mathilde und Karl Gustav Vollmoeller kennen, anlässlich einer Lesung Stefan Georges im Hause des Künstlerehepaares Sabine und Reinhold Lepsius. 1898 unternahm er eine mehrwöchige Reise nach Italien. Rilke hatte sich im Jahre 1898 mit Heinrich Vogeler während dessen Florenz-Aufenthaltes angefreundet und kam nun als Gast Vogelers zu Besuch nach Worpswede.
In den beiden Jahren darauf besuchte er zweimal Russland: 1899 reiste er mit dem Ehepaar Andreas nach Moskau, wo er Lew Tolstoi traf. Von Mai bis August des Jahres 1900 folgte eine zweite Russlandreise mit Lou Andreas-Salomé allein, nach Moskau und Sankt Petersburg, aber auch quer durch das Land und die Wolga stromauf. Auf dieser Reise lernten sie durch Zufall Boris Pasternak kennen, der diese Begegnung in der autobiographischen Erzählung Der Schutzbrief beschreibt. In dem trinationalen Ausstellungsprojekt „Rilke und Russland“ des DLA Marbach widmete man sich den Erlebnissen, Beziehungen und „russischen Dingen“ in seinem Werk.

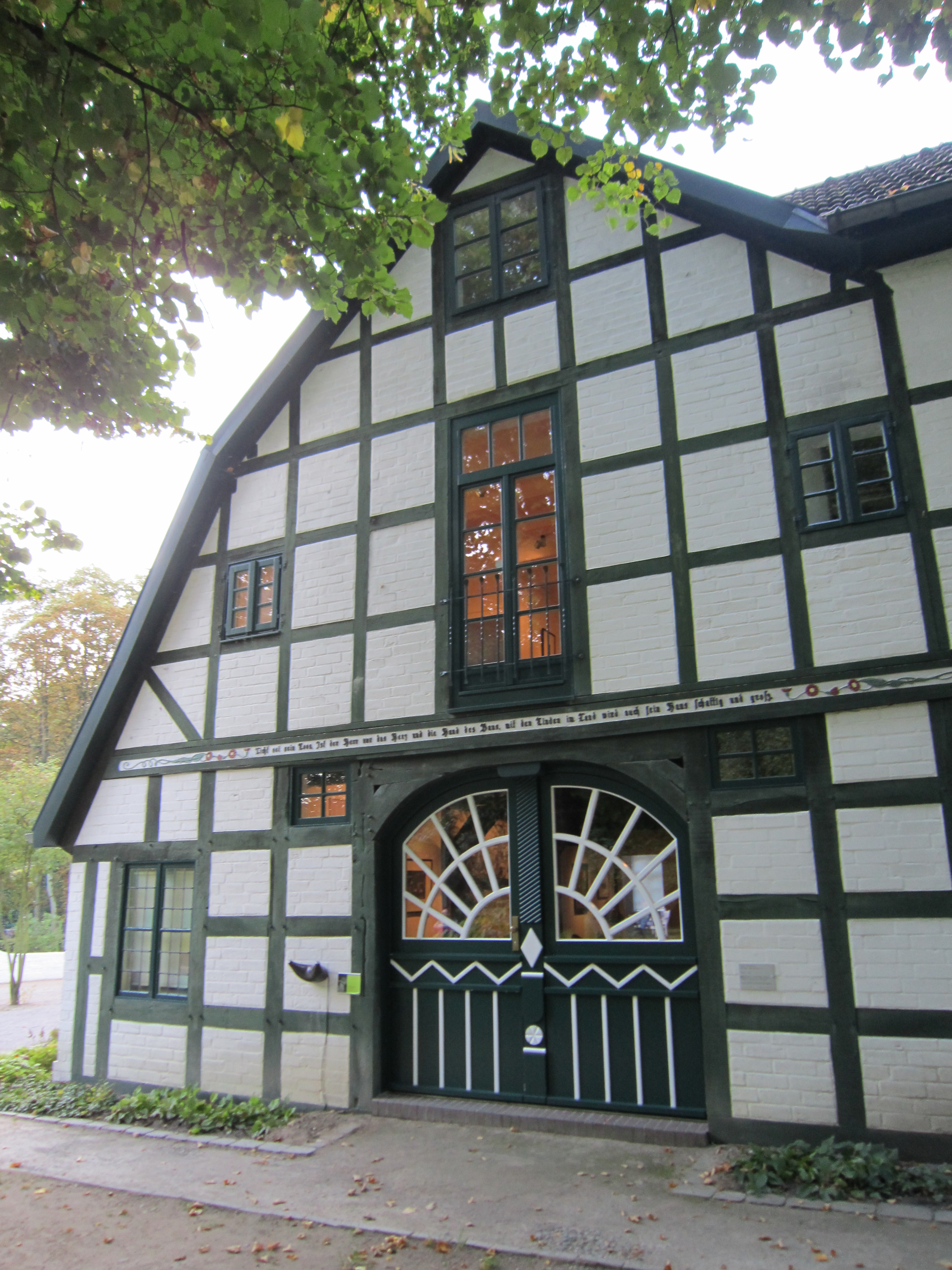
Barkenhoff in Worpswede. Über der Pforte ein Rilke-Gedicht: „Licht ist sein Loos, / ist der Herr nur das Herz und die Hand des Bau’s, / mit den Linden im Land / wird auch sein Haus schattig und groß“

Im Herbst 1900, unmittelbar nachdem Andreas-Salomé den Entschluss gefasst hatte, sich von ihm zu trennen, hielt Rilke sich zu einem längeren Besuch bei Heinrich Vogeler in Worpswede auf. Vogeler veranstaltete im Weißen Saal seines Barkenhoffs sonntägliche Treffen, bei denen die bildenden Künstler Otto Modersohn und dessen Ehefrau Paula Modersohn-Becker, der Schriftsteller Carl Hauptmann sowie auch die Bildhauerin Clara Westhoff verkehrten.
Am 28. April 1901 heirateten Rainer Maria Rilke und Clara Westhoff in Bremen. Am 12. Dezember 1901 wurde ihre Tochter Ruth (1901–1972) geboren. Im Sommer 1902 gab Rilke die gemeinsame Wohnung auf und reiste nach Paris, um dort eine Monografie über den Bildhauer Auguste Rodin zu verfassen. Die Beziehung zwischen Rilke und Clara Westhoff blieb zeit seines Lebens bestehen, doch war er nicht der Mensch für ein bürgerliches und ortsgebundenes Familienleben. Gleichzeitig drückten ihn finanzielle Sorgen, die durch Auftragsarbeiten nur mühsam gemildert werden konnten.

### 1902–1910: Mittlere Schaffensperiode

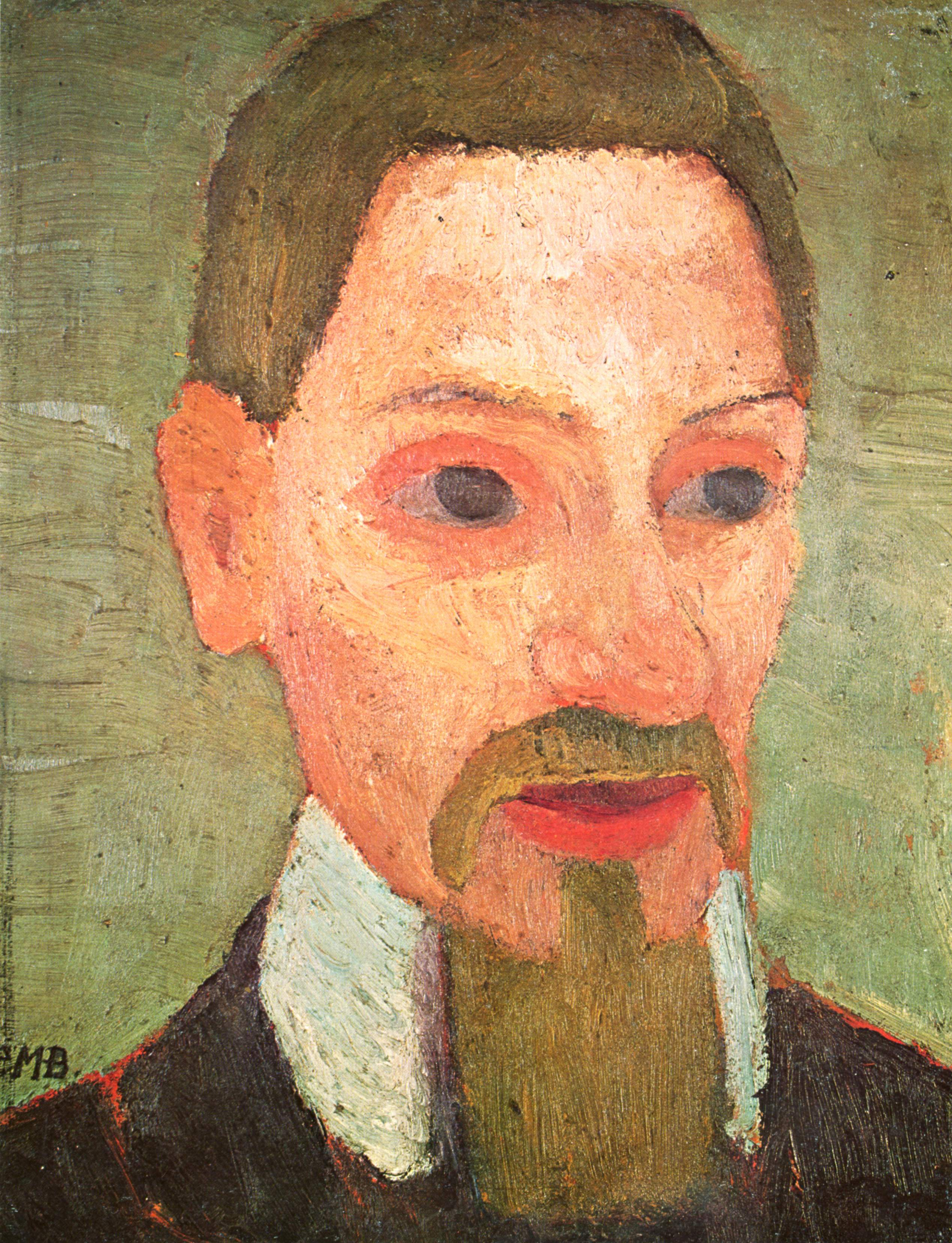
Porträt des Rainer Maria Rilke von Paula Modersohn-Becker, 1906 (Sammlung Ludwig Roselius)

Die erste Pariser Zeit war für Rilke schwierig, da die fremde Großstadt für ihn viele Schrecken barg. Diese Erfahrungen hat er später im ersten Teil seines einzigen Romans, Die Aufzeichnungen des Malte Laurids Brigge, gestaltet. Zugleich aber brachte die Begegnung mit der Moderne zahlreiche Anregungen: Rilke setzte sich intensiv zunächst mit den Plastiken Auguste Rodins, dann mit dem Werk des Malers Paul Cézanne auseinander. Mehr und mehr wurde in diesen Jahren Paris zum Hauptwohnsitz des Dichters. Von 1905 bis 1906 war er für acht Monate als Sekretär bei Rodin angestellt, der ihm gleichzeitig eine idealisierte Vaterfigur war. Das Dienstverhältnis beendete Rodin im Mai 1906 abrupt. Kurz zuvor war Rilkes Vater gestorben. Im selben Jahr lernte Rilke Sidonie Nádherná von Borutín kennen, mit der er eine erotisch desinteressierte, aber von Eifersucht nicht ungetrübte literarische Freundschaft und einen ausgedehnten Briefwechsel bis zu seinem Tod führte. Nachdem Sidonie Nádherná 1913 in Wien den Schriftsteller Karl Kraus kennengelernt hatte, war es Rilke, der sie vor Kraus warnte. Diese Einmischung in eine komplizierte Liebesbeziehung hat er später bereut.
Den Sommer 1903 verbrachte Rilke in Florenz, den Winter 1903/1904 in Rom, wo er in der Villa Strohl-Fern wohnte und wo er auch die Briefe an einen jungen Dichter verfasste. Der Maler Otto Sohn-Rethel, ein Freund der Maler der Künstlerkolonie Worpswede, hatte ihm sein „Studio al Ponte“ überlassen. Rilkes Frau Clara Westhoff hatte zur selben Zeit in Sichtweite ein eigenes Studio auf dem Gelände.
Ab 1906 intensivierte sich der Kontakt Rilkes zu Mathilde und Karl Gustav Vollmoeller. Zunächst nutzte er in Abwesenheit Mathilde Vollmoellers deren Pariser Atelier mehrmals. Gleichzeitig versuchte Rilke anlässlich seiner Italienreise 1907, Karl Gustav Vollmoeller in dessen Villa in Sorrent zu besuchen. Erst über Ostern 1908 kam es zum neuerlichen Treffen zwischen Rilke und Vollmoeller in Florenz. Rilke war hier für mehrere Tage Gast in Vollmoellers Florentiner Domizil, der Renaissancevilla Gilli-Pozzino. Anwesend waren auch der Schriftsteller Felix Salten sowie das Ehepaar Lepsius. In den folgenden Jahren trafen Rilke und Vollmoeller einander mehrmals in Paris. Die wichtigsten dichterischen Erträge der Pariser Zeit waren die Neuen Gedichte (1907), Der neuen Gedichte anderer Teil (1908), die beiden Requiem-Gedichte (1909) sowie der bereits 1904 begonnene und im Januar 1910 vollendete Roman Die Aufzeichnungen des Malte Laurids Brigge.
Für den Leipziger Insel Verlag, dessen Leitung Anton Kippenberg 1905 übernommen hatte, wurde Rilke zum wichtigsten zeitgenössischen Autor. Kippenberg erwarb für den Verlag bis 1913 die Rechte an allen bis dahin verfassten Werken Rilkes.

### 1910–1919: Innere und äußere Umwälzungen

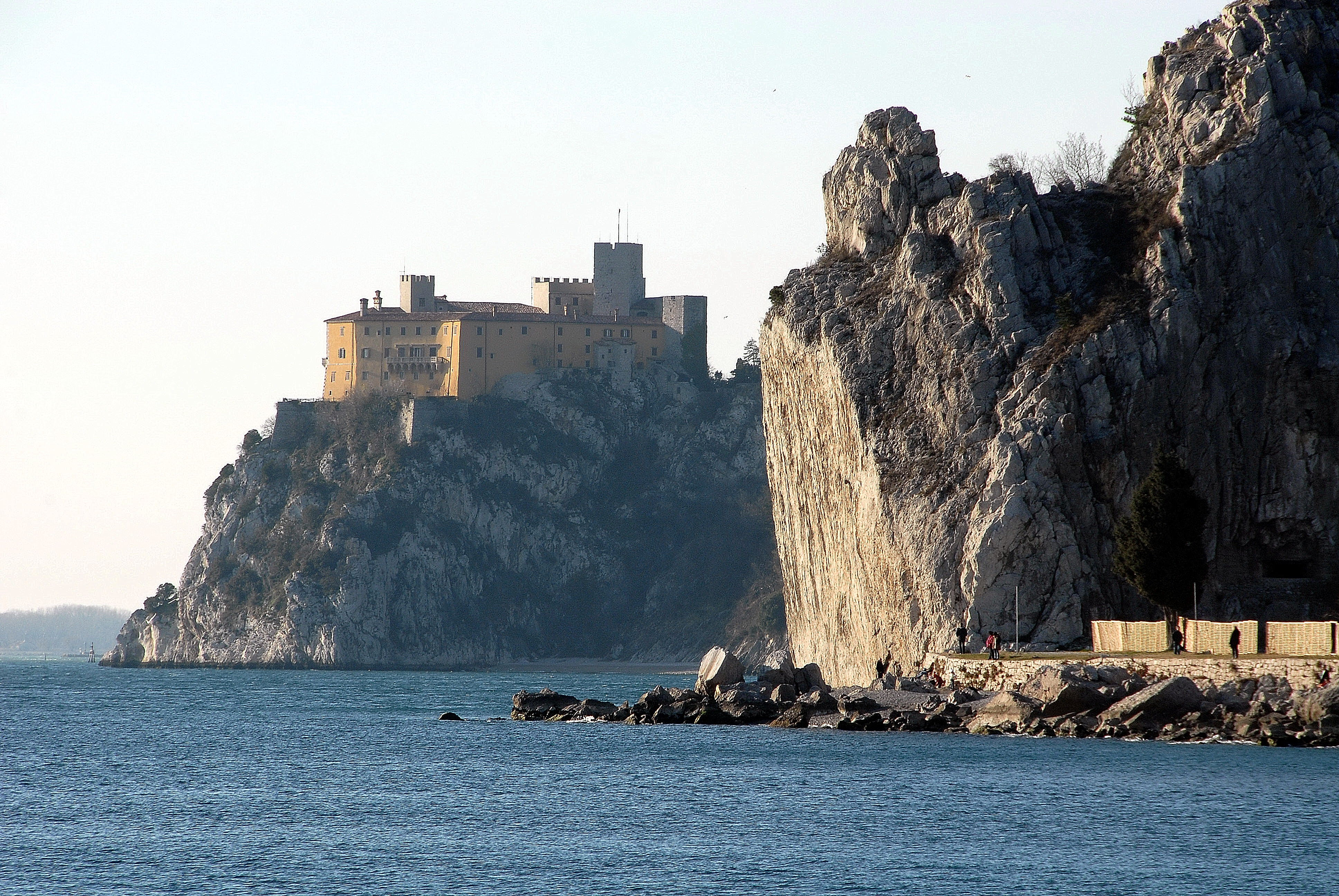
Schloss Duino

Nachdem er Die Aufzeichnungen des Malte Laurids Brigge 1910 in Leipzig vollendet hatte, begann für Rilke eine tiefe, zwölf Jahre währende Schaffenskrise. Er beschäftigte sich mit Übersetzungen literarischer Werke aus dem Französischen, u. a. Der Kentauer von Maurice de Guérin. Auf der Suche nach neuer Inspiration setzte er sich mit klassischen Schriftstellern, erstmals auch intensiver mit dem Werk Goethes und Shakespeares, auseinander. 1912 begann er die Duineser Elegien, die er jedoch erst im Februar 1922 abschließen konnte. Dieser Gedichtzyklus verdankt seinen Namen dem Aufenthalt Rilkes auf dem Schloss Duino der Prinzessin Marie von Thurn und Taxis bei Triest in der Zeit von Oktober 1911 bis Mai 1912.
In einem Brief vom 21. Januar 1914 empfahl Rilke der Prinzessin die Lektüre eines im November des Vorjahres erschienenen französischen Romans namens Du côté de chez Swann. Es handelte sich um die erste Ausgabe des ersten Bandes der Romanfolge Auf der Suche nach der verlorenen Zeit des damals unbekannten Marcel Proust, deren siebter und letzter Band erst 1927 posthum erscheinen sollte. In einem Brief vom 3. Februar 1914 an den Verleger Anton Kippenberg forderte Rilke diesen auf, unverzüglich die Übersetzungsrechte für den Insel-Verlag zu sichern. Rilke war damit der erste Deutsche, der das Talent Prousts und die Bedeutung des Romans erkannt hatte. Erst im Februar 1922 wurde die Öffentlichkeit durch eine Studie des Romanisten Ernst Robert Curtius auf die ersten Bände der Romanfolge aufmerksam. Und erst 1926 publizierte der Berliner Verlag Die Schmiede eine Übersetzung des ersten Bandes unter dem Titel Der Weg zu Swann.
1912 erschien eine Neuausgabe der lyrischen Erzählung Die Weise von Liebe und Tod des Cornets Christoph Rilke als Nummer 1 der Insel-Bücherei, mit der das Werk hohe Auflagen und ungewöhnliche Popularität erlangen sollte, nachdem es zunächst 1906 von Rilkes erstem Verleger, Axel Juncker, recht erfolglos als Liebhaberausgabe herausgebracht worden war.

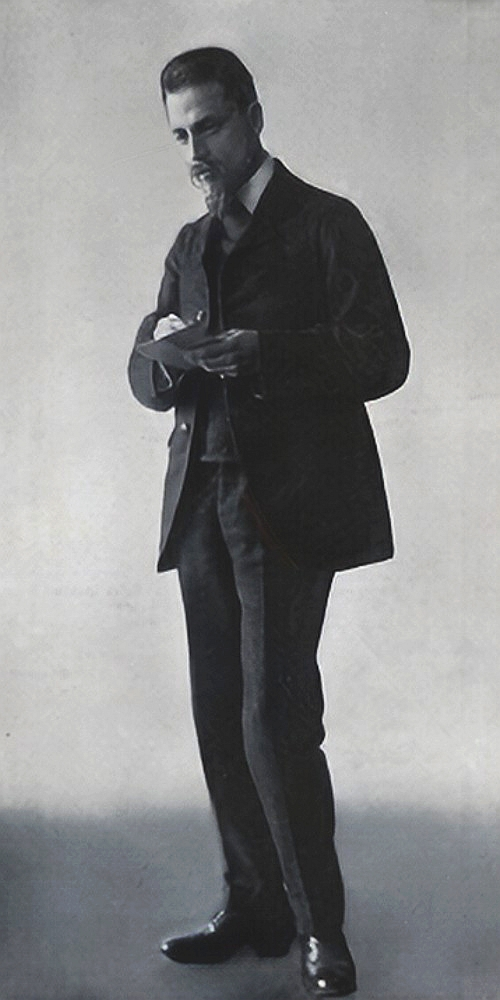
Rainer Maria Rilke 1913

Der Ausbruch des Ersten Weltkrieges überraschte Rilke während eines Deutschlandaufenthaltes. Nach Paris konnte er nicht mehr zurückkehren; sein dort zurückgelassener Besitz wurde beschlagnahmt und versteigert. Den größten Teil der Kriegszeit verbrachte Rilke in München. Er wohnte in der Ainmillerstraße 34 im Stadtteil Schwabing. Von 1914 bis 1916 hatte er eine stürmische Affäre mit der Malerin Lou Albert-Lasard. Die Freundschaft zwischen Rilke und Karl Gustav Vollmoeller intensivierte sich während des Ersten Weltkriegs, als beide einander auch in Gegenwart von Lou Albert-Lasard sowohl in Berlin wie in München trafen. Rilke nutzte Vollmoellers Beziehungen zum deutschen Generalstab, um ihn bei der Fahndung nach einem vermissten Vetter einzusetzen. Wie der unveröffentlichte Briefwechsel (Deutsches Literaturarchiv, Marbach) ausweist, war Vollmoeller erfolgreich und konnte Rilke und dessen Familie mit den gewünschten Informationen versorgen.

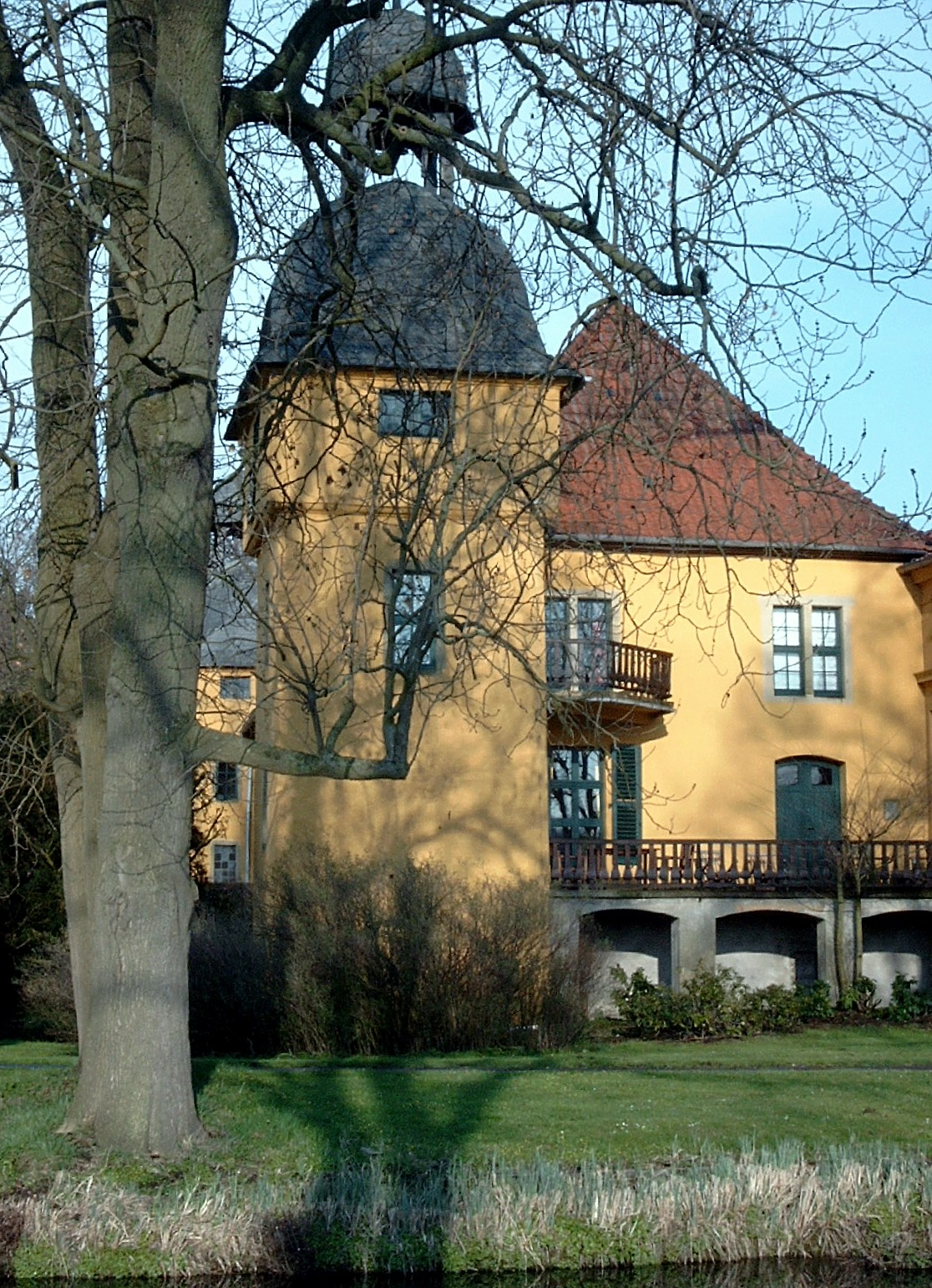
Rilketurm auf Gut Böckel

Anfang 1916 wurde Rilke eingezogen und musste in Wien eine militärische Grundausbildung absolvieren, wo er in der Breitenseer Kaserne im Westen der Stadt stationiert war. Auf Fürsprache einflussreicher Freunde wurde er zur Arbeit ins Kriegsarchiv und ins k.u.k. Kriegspressequartier überstellt und am 9. Juni 1916 aus dem Militärdienst entlassen. Während seines Aufenthaltes in Wien wohnte er in der Viktorgasse 5 und in der Gußhausstraße 9, beides Adressen im 4. Bezirk unweit von Stadtzentrum und Schloss Belvedere. Die Zeit danach, in der er auch – zum Teil gemeinsam mit Oskar Maria Graf – die dortigen revolutionären Bewegungen erlebte – verbrachte er wieder in München, unterbrochen durch einen Aufenthalt auf Hertha Koenigs Gut Böckel in Westfalen. Das traumatische Erlebnis des Militärdienstes, empfunden auch als eine Wiederholung in der Militärschulzeit erfahrener Schrecken, ließ Rilke als Dichter eine Zeit lang nahezu völlig verstummen.

### 1919–1926: Spätes Werk

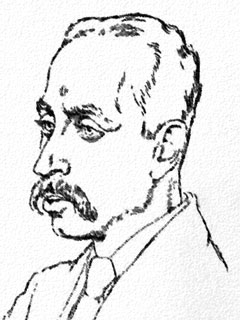
Rainer Maria Rilke nach einer Zeichnung von Emil Orlik (1917)

Am 11. Juni 1919 reiste Rilke von München in die Schweiz. Äußerer Anlass war eine Vortragseinladung aus Zürich, eigentlicher Grund aber der Wunsch, den Nachkriegswirren zu entkommen und die so lange unterbrochene Arbeit an den Duineser Elegien wieder aufzunehmen. In Zürich lernte er Nanny Wunderly-Volkart (1878–1962) kennen, eine großzügige Mäzenin, die ihn von 1919 an bis zu seinem Tod nicht nur finanziell unterstützte und für Rilke angenehme Aufenthaltsorte mit der gewünschten Bedienung bereitstellte. Ihr inniges und vertrauensvolles Verhältnis spiegelt sich in einem regen Briefwechsel wider, der 1977 teilweise veröffentlicht wurde. Auf Rilkes Wunsch unterstützte sie auch dessen Geliebte, die mittellose geschiedene Mutter zweier Kinder Baladine Klossowska.
Die Suche nach einem geeigneten und bezahlbaren Wohnort erwies sich als sehr schwierig. Rilke lebte unter anderem in Soglio, Locarno und Berg am Irchel. Erst im Sommer 1921 fand er im Château de Muzot, einem Schlösschen oberhalb von Siders im Kanton Wallis, eine dauerhafte Wohnstätte. 1920 unterzeichnete Rilke einen Vertrag mit dem Verleger Emil Roniger über das 1921 erschienene Bilderbuch Mitsou. Quarante images par Balthus, mit einem Vorwort von Rilke. Im Mai 1922 erwarb der Cousin von Nanny Wunderly, der Mäzen Werner Reinhart (1884–1951), das Château und überließ es dem Dichter mietfrei.
In einer intensiven Schaffenszeit vollendete Rilke hier innerhalb weniger Wochen im Februar 1922 die Duineser Elegien. In unmittelbarer zeitlicher Nähe entstanden auch die beiden Teile des Gedichtzyklus Sonette an Orpheus. Beide Dichtungen zählen zu den Höhepunkten in Rilkes Werk.
Seit 1923 musste Rilke mit großen gesundheitlichen Beeinträchtigungen kämpfen, die mehrere lange Sanatoriumsaufenthalte nötig machten. Auch der Paris-Aufenthalt von Januar bis August 1925 war ein Versuch, der Krankheit durch Ortswechsel und Änderung der Lebensumstände zu entkommen. Dennoch entstanden auch in den letzten Jahren zwischen 1923 und 1926 noch zahlreiche Einzelgedichte (etwa Gong und Mausoleum) und ein umfangreiches exophones lyrisches Werk in französischer Sprache.
Im Januar und Februar 1926 schrieb Rilke der Mussolini-Gegnerin Aurelia Gallarati Scotti drei Briefe nach Mailand, in denen er die Herrschaft Benito Mussolinis lobte und den Faschismus als ein Heilmittel pries. Über die Rolle der Gewalt war Rilke sich dabei nicht im Unklaren. Er war bereit, eine gewisse, vorübergehende Gewaltanwendung und Freiheitsberaubung zu akzeptieren. Es gelte, auch über Ungerechtigkeiten hinweg zur Aktion zu schreiten. Italien sah er als das einzige Land, dem es gut gehe und das im Aufstieg begriffen sei. Mussolini sei zum Architekten des italienischen Willens geworden, zum Schmied eines neuen Bewusstseins, dessen Flamme sich an einem alten Feuer entzünde. „Glückliches Italien!“ rief Rilke aus, während er den Ideen der Freiheit, der Humanität und der Internationale eine scharfe Absage erteilte. Sie seien nichts als Abstraktionen, an denen Europa beinahe zusammengebrochen wäre.

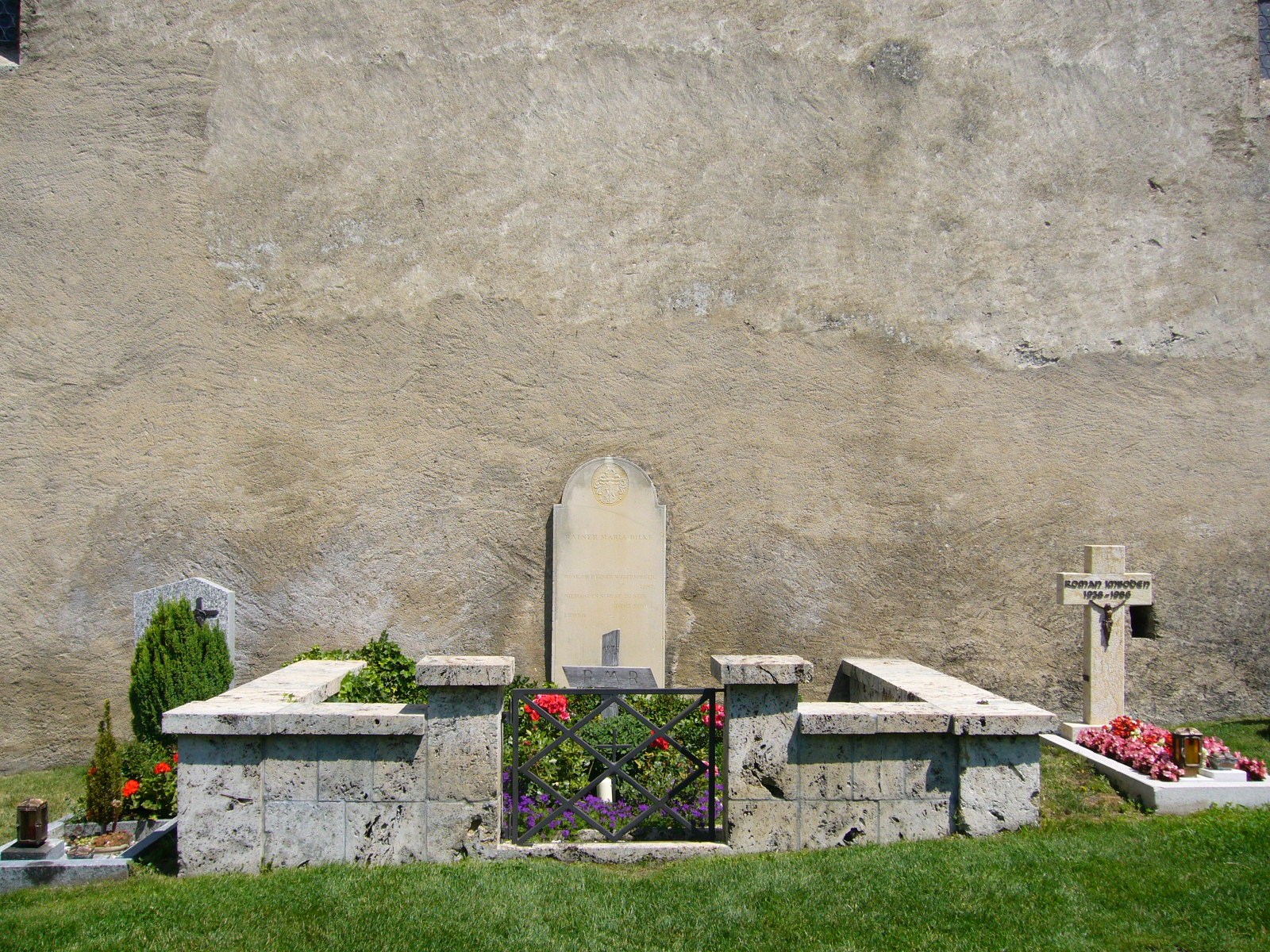
Rilkes Grab auf dem Friedhof in Raron

Kurz vor Rilkes Tod wurde seine Krankheit als Leukämie diagnostiziert, und zwar in einer damals noch wenig bekannten Form. Der Dichter starb am 29. Dezember 1926 im Alter von 51 Jahren im Sanatorium Valmont sur Territet bei Montreux und wurde am 2. Januar 1927 – seinem Wunsch entsprechend – in der Nähe seines letzten Wohnorts auf dem Bergfriedhof von Raron (Schweiz) beigesetzt. Auf seinem Grabstein steht der von Rilke selbst verfasste und für den Grabstein ausgewählte Spruch:
Rose, oh reiner Widerspruch, Lust,

Niemandes Schlaf zu sein unter soviel

Lidern.

## Dichterisches Werk
Beeinflusst durch die Philosophen Schopenhauer und vor allem Nietzsche, deren Schriften er früh kennengelernt hatte, ist Rilkes Werk durch eine scharfe Kritik sowohl an der Jenseitsorientierung des Christentums als auch an einer einseitig naturwissenschaftlich-rationalen Weltdeutung geprägt. Seine kurze Orientreise, die ihn 1911 nach Tunesien, Ägypten und Spanien führte, brachte ihn mit der Welt des Islams in Kontakt, aus der schon früher nachvollziehbare Einflüsse in Weltanschauung und Werk ersichtlich wurden. Rilke fühlte sich sehr stark zur arabischen Sprache hingezogen. Der Islam war für ihn die Religion des „unverstellten Weltraums“, des reinen Kreaturgefühls: Die Erde werde als „pures Gestirn“ erfahrbar. Die Geschöpflichkeit der Erde könne so rein und unverstellt erscheinen.

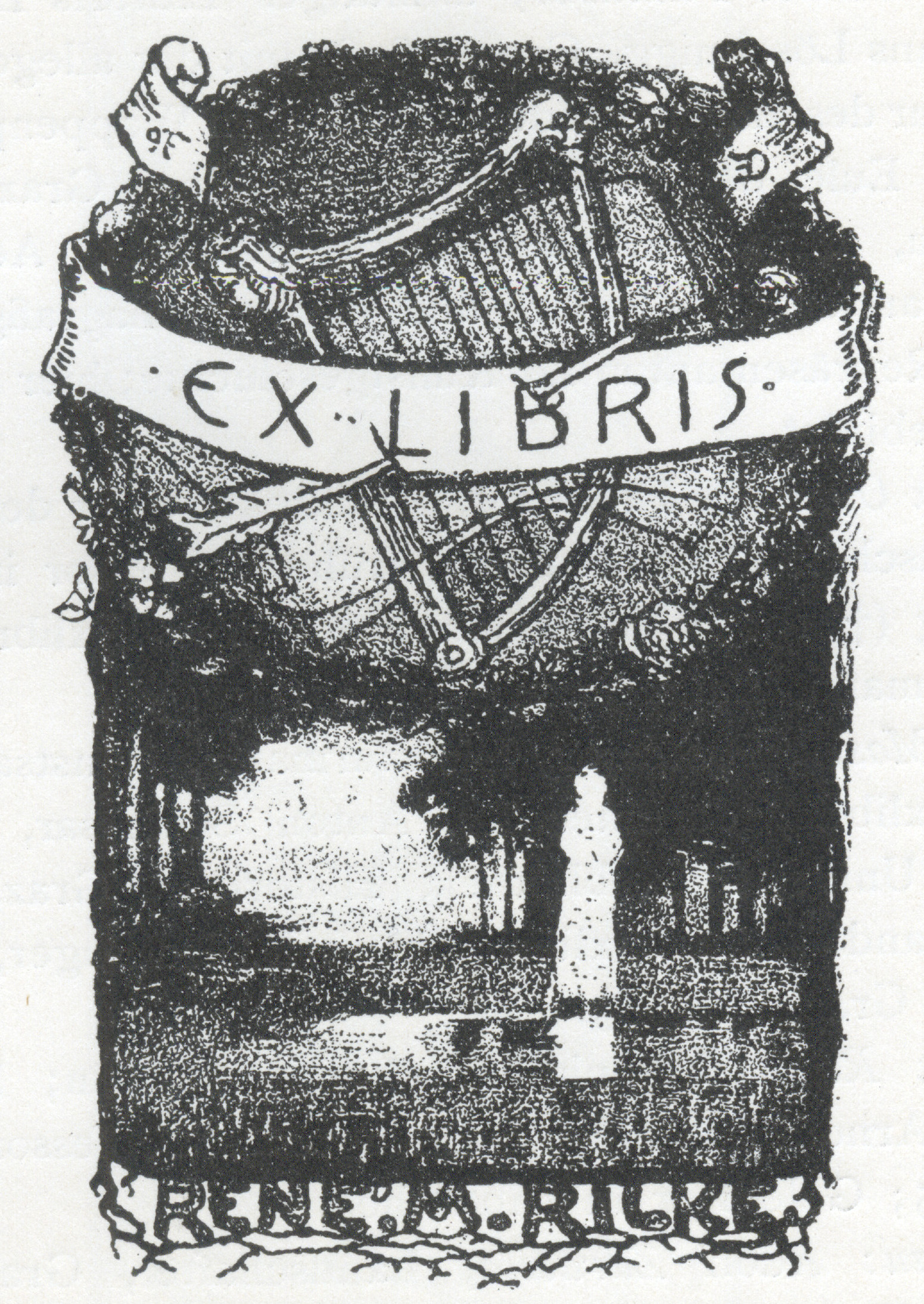
Exlibris von Rainer Maria Rilke, gestaltet von Emil Orlik

Zu den frühen Werken Rilkes gehören die Gedichtbände Wegwarten, Traumgekrönt und Advent. Mit dem Band Mir zur Feier (1897/1898) wendet er sich zum ersten Mal systematisch einer Betrachtung der menschlichen Innenwelt zu. Die unveröffentlichte Gedichtsammlung Dir zur Feier (entstanden 1897/1898) ist eine einzige Liebeserklärung an die verehrte Lou Andreas-Salomé. 1899 entstand das kurze Prosawerk Die Weise von Liebe und Tod des Cornets Christoph Rilke.
Das Stunden-Buch (drei Teile, entstanden 1899–1903, Erstdruck 1905), benannt nach traditionellen Gebetbüchern des Mittelalters, bildet den ersten Höhepunkt des Frühwerkes und ist Ausdruck eines pantheistischen Gottesbildes. Mit seinen kunstvoll verschlungenen Reimbändern und seinem fließenden Rhythmus ist dieser Gedichtzyklus eines der Hauptwerke des literarischen Jugendstils. Dieser Schaffensperiode ist auch die 1902 erschienene und 1906 um zahlreiche Gedichte erweiterte, im impressionistischen Stil gehaltene Gedichtsammlung Das Buch der Bilder zuzurechnen.
Nietzsches Philosophie – auch vermittelt durch beider intime Freundin Lou Andreas-Salomé – gewinnt in den Jahren um die Jahrhundertwende erheblichen Einfluss auf Rilke. Die Anerkennung der Wirklichkeit ohne Jenseitsvertröstungen oder soziale Entwicklungsromantik prägte auch Rilkes Weltverständnis. Dafür stehen intensive Beobachtungen der Natur sowie des menschlichen Verhaltens und Gefühlslebens. Dies alles bildete Rilkes „Weltinnenraum“, in dem sich Außen- und Innenwelt verbinden.
Aus den Werken der mittleren Phase zwischen 1902 und 1910 ragen vor allem die Neuen Gedichte und der Roman Die Aufzeichnungen des Malte Laurids Brigge hervor. Rilke wendet sich in diesen Werken der Welt menschlicher Grunderfahrungen zu; nun aber nicht mehr, indem er das Innenleben beobachtet, sondern in einer das Subjekt zurückdrängenden symbolischen Spiegelung dieses Innen in den erlebten Dingen. So entstehen seine „Dinggedichte“, zu denen die Blaue Hortensie, Der Panther oder der Archaïsche Torso Apollos gehören, die den literarischen Symbolismus weiterentwickeln. Dieses Welterfassen bezieht ausdrücklich die schmerzvollen und fremden Aspekte des Lebens ein: Hässliches, Krankheit, Trieb und Tod.
Im späten Werk (1912–1922) verleiht Rilke seiner Lebensbejahung in den Zyklen Duineser Elegien und Die Sonette an Orpheus poetische Gestalt und bezieht sich auf das ganze, Leben und Tod umgreifende Dasein. Die Gedichte der letzten Jahre zerfallen in unterschiedliche Gruppen: einerseits heiter-entspannte, oft lakonisch-pointierte Natur- und Landschaftsgedichte, andererseits poetisch kühne Experimente, die rein aus der Sprache herausgearbeitet sind.

## Nachlass
Ein großer Teil von Rilkes schriftstellerischem Nachlass verblieb lange im Familienbesitz, wurde von seinen Nachkommen gepflegt und zusammen mit dem Insel Verlag ausgewertet und war darüber hinaus für die wissenschaftliche Bearbeitung eingeschränkt zugänglich. Rilkes Tochter Ruth Fritzsche-Rilke, verw. Sieber zog mit dem Erbe 1949 von Weimar nach Fischerhude um. Nach ihrem Tod brachte ihr Sohn das Archiv ab 1972 in seinem Privathaus in Gernsbach unter, seine Frau Hella Sieber-Rilke betreute es. Nach deren Tod verkauften die Urenkelinnen das Rilke-Archiv Gernsbach, das seit Februar 2022 ins Verzeichnis national wertvollen Kulturgutes aufgenommen ist, ans Deutsche Literaturarchiv Marbach. Dort lag zuvor bereits ein Teil des Nachlasses. Kulturstaatsministerin Claudia Roth bezeichnete den aus öffentlichen und privaten Mitteln finanzierten Ankauf bei der Bekanntgabe am 1. Dezember 2022 als „vielleicht wichtigste Nachlass-Erwerbung in der deutschen Nachkriegsgeschichte“.
Weitere wichtige Rilke-Bestände besitzen das Schweizerische Literaturarchiv Bern mit dem Schweizerischen Rilke-Archiv, die Fondation Rilke in Siders sowie die Harvard-Universität.

## Rezeption

### Urheberrecht
Seit einigen Jahren verbreitet sich Rilkes Werk auch außerhalb literarisch interessierter Kreise. Ein juristischer Grund für diese größere Aufmerksamkeit liegt im Wegfall der Urheberrechtsbindung seines Werkes an den Insel-Verlag im Jahr 1997, 70 Jahre nach Rilkes Tod.

### Gedenken

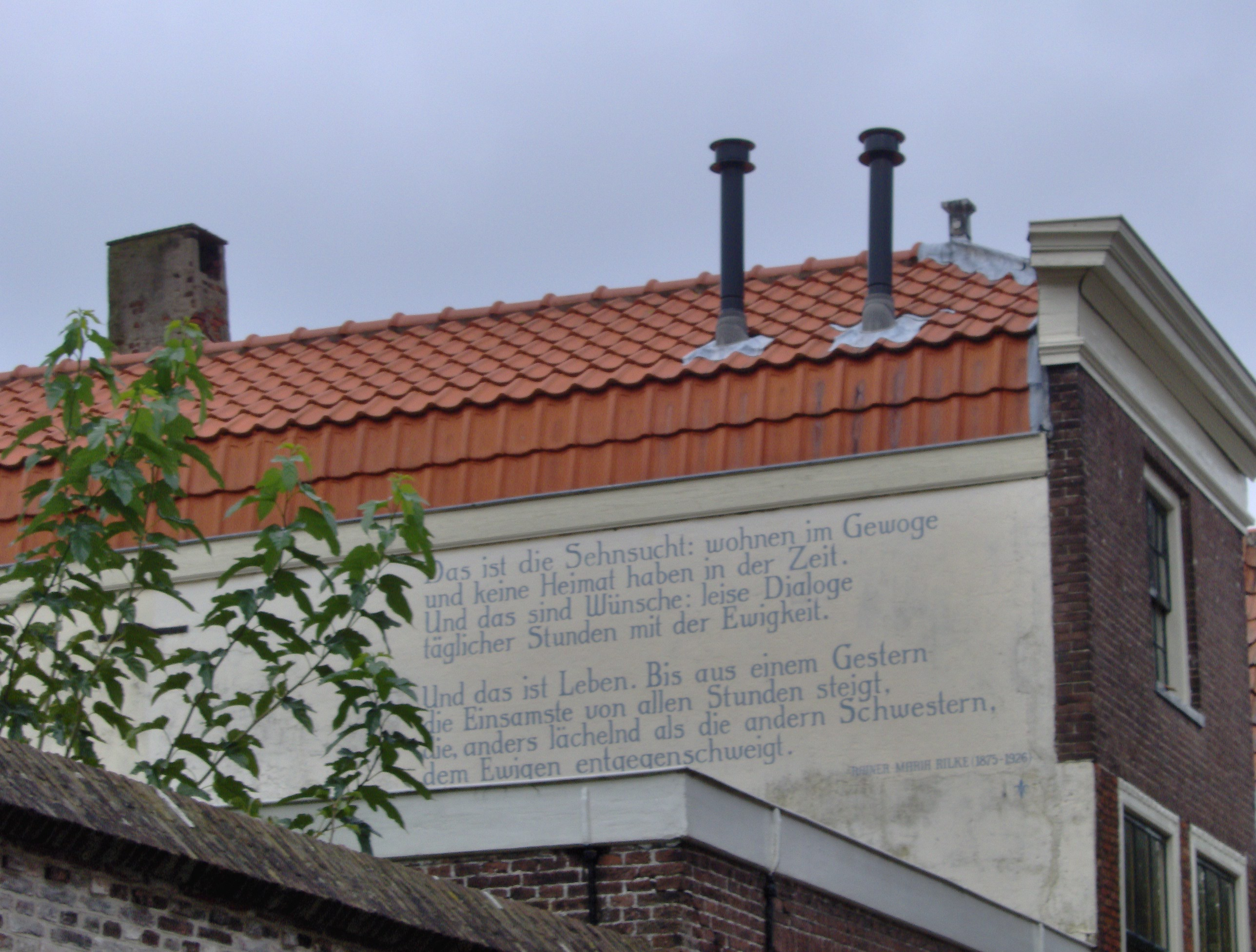
Gedicht auf einer Hauswand in Leiden

Im Marbacher Literaturmuseum der Moderne sind Manuskripte aus dem Nachlass in der Dauerausstellung zu sehen, so zum Beispiel vom Stunden-Buch und von Die Aufzeichnungen des Malte Laurids Brigge.
Im deutschsprachigen Raum und den Nachbarländern sind zahlreiche Straßen nach Rilke (mit oder ohne Vornamen) benannt.
In der Prager Straße Na příkopě wurden am 7. Dezember 2011 am Gebäude der früheren deutschen Schule eine Gedenktafel und eine Rilke-Büste enthüllt, gestaltet von der tschechischen Bildhauerin Vlasta Prachatická.
Auf dem Řezáčovo náměstí im Prager Stadtteil Holešovice befindet sich seit dem Jahr 2015 ein Monument aus Granit.
Es gibt mindestens drei Schulen, die Rilke in ihrem Namen führen: die Rilke-Realschule in Stuttgart (seit 1960), das Rainer-Maria-Rilke-Gymnasium in Icking (Oberbayern) (seit 2011) und in Alaska die Rilke School in Anchorage (seit 1997). Paris hat auch eine Médiathèque Rainer Maria Rilke im 5. Arrondissement eröffnet. So steht auch eine Gedenktafel, wegen seiner Militär-Schullaufbahn in der heutigen HTL St.Pölten (Niederösterreich).
1971 wurde die internationale Rilke-Gesellschaft mit Sitz in Bern gegründet, die regelmäßig Tagungen und Arbeitstreffen veranstaltet sowie ein Jahrbuch (Blätter der Rilke-Gesellschaft) herausgibt. 1986 wurde auf Initiative der Schweizer Gemeinde Siders die Fondation Rilke gegründet. Sie unterhält ein Museum und organisiert Ausstellungen, Kataloge, Vorträge, Lesungen und wissenschaftlichen Austausch.
Nach Marbach, Bern und Zürich wurde im Moskauer Literaturmuseum vom 7. Februar bis 31. März 2018 eine Rilke-Ausstellung gezeigt. Vom 21. September 2018 bis 6. Januar 2019 zeigte das Paula Modersohn-Becker Museum in Bremen die Ausstellung „Rilke in Bremen“.
Im andalusischen Ronda, wo Rilke den Winter 1912/1913 verbrachte und die „Spanische Trilogie“ schrieb, wird mit einer Statue und einer Schulaula des Dichters gedacht.

## Werke

### Gesamt- und Werkausgaben
- Sämtliche Werke. Sieben Bände. Hrsg. vom Rilke-Archiv in Verbindung mit Ruth Sieber-Rilke, besorgt durch Ernst Zinn. Insel Verlag, Frankfurt am Main. Auf Basis der ersten sechs Bände der Sämtlichen Werke erschienen ab 1966 mehrere Gesamtausgaben in sechs bzw. zwölf Bänden; sowie (weniger umfangreiche) Werkausgaben in drei bzw. sechs Bänden.
  - Band 1: Gedichte – Teil 1. 1955.
  - Band 2: Gedichte – Teil 2. 1956.
  - Band 3: Jugendgedichte. 1959.
  - Band 4: Frühe Erzählungen und Dramen. 1961.
  - Band 5: Worpswede. 1965.
  - Band 6: Malte Laurids Brigge. 1966.
  - Band 7: Übertragungen. 1997.
- Werke. Kommentierte Ausgabe. Vier Bände und ein Supplementband. Hrsg. von Manfred Engel, Ulrich Fülleborn, Dorothea Lauterbach, Horst Nalewski und August Stahl. Insel, Frankfurt am Main/Leipzig 1996 (Bd. 1–4), 2003 (Supplement), ISBN 978-3-458-06697-2.
- Gesammelte Werke. 5 Bände. Hrsg. v. Manfred Engel, Ulrich Fülleborn, Horst Nalewski und August Stahl. Insel, Frankfurt am Main 2003, ISBN 978-3-458-17186-7. [Textauswahl auf Basis der Kommentierten Ausgabe.]
- Werke. Historisch-kritische Ausgabe. 26 Bände geplant. Hrsg. v. Christoph König. Wallstein, Göttingen 2023ff.
  - Bisher erschienen: Band 1: Duineser Elegien und zugehörige Gedichte 1912–1922. Hrsg. v. Christoph König. Wallstein, Göttingen 2023, ISBN 978-3-8353-5465-4.

### Lyrik – Gedichtbände
- Leben und Lieder. Bilder und Tagebuchblätter (1894)
- Larenopfer (1895) (Liste)
- Wegwarten. Lieder dem Volke geschenkt (1896)
- Traumgekrönt. Neue Gedichte (1896)
- Advent (1897)
- Mir zur Feier (1899)
- Das Stunden-Buch (1905)
  - Das Buch vom mönchischen Leben (geschrieben 1899)
  - Das Buch von der Pilgerschaft (geschrieben 1901)
  - Das Buch von der Armut und vom Tode (geschrieben 1903)
- Das Buch der Bilder (1902; stark überarbeitete Zweitfassung 1906)
- Neue Gedichte (1907)
- Der neuen Gedichte anderer Teil (1908)
- Requiem (1909) UB Bielefeld
- Das Marien-Leben (1912)
- Erste Gedichte (1913; enthält unveränderte Nachdrucke von Larenopfer, Traumgekrönt und Advent) UB Bielefeld
- Duineser Elegien (1923, geschrieben 1912–1922) UB Bielefeld
- Die Sonette an Orpheus (1923) UB Bielefeld

Gedichte in französischer Sprache
- Vergers (1926)
- Les Quatrains Valaisans (1926)
- Les Roses (1927)
- Les Fenêtres (1927)
- Tendres impôts à la France (1923–1924)
- Exercices et évidences (1925–1926)
- Poèmes et dédicaces (1920–1926)

### Prosa – Lyrische Prosa
- Feder und Schwert (1893)
- Pierre Dumont (geschrieben 1894)
- Die Näherin (geschrieben ca. 1894/1895)
- Was toben die Heiden? (ca. 1894/1895)
- Das Eine (geschrieben ca. 1894/1895)
- Der Rath Horn (geschrieben ca. 1894/1895)
- Der Dreiklang (geschrieben ca. 1894/1895)
- Schwester Helene (geschrieben ca. 1894/1895)
- Silberne Schlangen (geschrieben ca. 1894/1895)
- To (geschrieben ca. 1894/1895)
- Der Tod (geschrieben ca. 1894/1895)
- Der Ball (geschrieben ca. 1894/1895)
- Der Betteltoni (geschrieben ca. 1894/1895)
- Eine Heilige (geschrieben ca. 1894/1895)
- Zwei Schwärmer (geschrieben ca. 1894/1895)
- Bettys Sonntagstraum (geschrieben ca. 1894/1895)
- Die goldene Kiste (1895)
- Der Apostel (1896)
- Ein Charakter (1896)
- Ihr Opfer (1896)
- Im Vorgärtchen (1896)
- Sonntag (1896)
- Totentänze. Zwielicht-Skizzen (1896)
- Requiem (geschrieben ca. 1897)
- Heiliger Frühling (1897)
- Masken (1898)
- Leise Begleitung (1898)
- Generationen (1898)
- Am Leben hin, Novellen und Skizzen (1898)
- Ewald Tragy (geschrieben 1898)
- Der Kardinal. Eine Biographie (geschrieben 1899)
- Frau Blahas Magd (geschrieben 1899)
- Fernsichten. Skizze aus dem Florenz des Quattrocento (1899)
- Zwei Prager Geschichten (1899)
- Im Leben (1899)
- Teufelsspuk (1899)
- Das Lachen des Pán Mráz (1899)
- Wladimir, der Wolkenmaler (1899)
- Ein Morgen (1899)
- Das Haus (1900)
- Die Letzten (1901) UB Bielefeld
- Der Liebende (1901)
- Reflexe (1902)
- Der Drachentöter (1902)
- Die Turnstunde (1. Fassung, geschrieben 1899, 2. Fassung 1902)
- Der Grabgärtner (geschrieben 1899), endgültige Fassung: Der Totengräber (1903)
- Vom lieben Gott und Anderes (1900), ab 2. Auflage (1904): Geschichten vom lieben Gott
- Die Weise von Liebe und Tod des Cornets Christoph Rilke (geschrieben 1899, zuerst erschienen 1904 in: Deutsche Arbeit. Jg. 4. 1904, H. 1, S. 59–65. Dieser „ersten Fassung“ lag ein Manuskript zu Grunde, dessen Faksimile später o. J. bei Insel/Leipzig in 525 nummerierten Stücken erschien; 1906 erste selbständige Ausgabe bei A. Juncker, Berlin/Leipzig/Stuttgart; Neuauflage als Band 1 der Insel-Bücherei, Leipzig 1912 ff.)
- Die Aufzeichnungen des Malte Laurids Brigge, Roman (1910)

### Dramatische Werke
- Der Weltuntergang (1894, Dreiakter, verschollen)
- Das Turmzimmer (1895)
- Jetzt und in der Stunde unseres Absterbens (1896, Einakter)
- Im Frühfrost (1897, Dreiakter)
- Höhenluft (geschrieben 1897, Erstdruck 1961, Einakter)
- Ohne Gegenwart (1897, Zweiakter)
- Mütterchen (1898, Einakter)
- Die weisse Fürstin (1898 geschrieben, 1904 überarbeitet)
- Waisenkinder (1901, Szene)
- Das tägliche Leben (1901, Zweiakter)

### Schriften zur Kunst und Literatur
- Moderne Lyrik. (1898)
- Worpswede (1902)
- Auguste Rodin (1903); Greifenverlag, Berlin/Rudolstadt 2009, ISBN 978-3-86939-207-3 (= GreifenFundstücke).
- Briefe über Cézanne (postum 1952)
- Schriften zur Literatur und Kunst. Kommentierte Auswahl der wichtigsten Schriften, herausgegeben von Torsten Hoffmann. Reclam, Stuttgart 2009, ISBN 978-3-15-018670-1.
- Im ersten Augenblick. Bildbetrachtungen. Herausgegeben von Rainer Stamm. Insel Verlag, Berlin 2015, ISBN 978-3-458-19407-1.

### Briefe
- Gesamtausgaben:
  - Gesammelte Briefe in sechs Bänden. Hrsg. von Ruth Sieber-Rilke und Carl Sieber. Leipzig 1936–1939.
  - Briefe. Hrsg. vom Rilke-Archiv in Weimar. 2 Bände. Wiesbaden 1950 (Neuauflage 1987 in einem Band – als Taschenbuchausgabe in drei Bänden: Frankfurt am Main 1987, ISBN 3-458-32567-0).
  - Briefe in zwei Bänden. Hrsg. von Horst Nalewski. Frankfurt/Leipzig 1991.
  - Rainer Maria Rilke – Sidonie Nádherny von Borutin: Briefwechsel 1906–1926. Hrsg. Joachim W. Storck, Waltraud und Friedrich Pfäfflin. Wallstein Verlag, Göttingen 2005, ISBN 978-3-89244-983-6.
  - Rainer Maria Rilke – Briefe an Nanny Wunderly-Volkart, zwei Bände; im Auftrag der Schweizerischen Landesbibliothek und unter Mitarbeit von Niklaus Bigler, besorgt durch Rätus Luck; Insel Verlag, Frankfurt am Main 1977.
- Einzelausgaben:
  - Briefwechsel mit Benvenuta. Hrsg. von Magda von Hattingberg, Vorwort und Anmerkungen von Kurt Leonhard, Bechtle Verlag, Esslingen 1954.
  - Briefe an einen jungen Dichter (1903–1908).
  - Briefe an die Mutter. 1896–1926. Herausgegeben von Hella Sieber-Rilke. Insel Verlag, Frankfurt am Main/Leipzig 2009, ISBN 978-3-458-17318-2.
  - Briefe an eine venezianische Freundin. Hrsg. und aus dem Französischen übersetzt von Margret Millischer. Leipziger Literaturverlag, 2010, ISBN 978-3-86660-117-8. (Nicht in den Gesamtausgaben enthalten.)
  - Briefwechsel mit Thankmar von Münchhausen 1913 bis 1925. Herausgegeben von Joachim W. Storck. Insel, 2004.
- Paris tut not – Briefwechsel Rilke – Mathilde Vollmoeller. Wallstein, Göttingen 2001.
- Rainer Maria Rilke – Marie Gagarine-Obolenski. Transatlantischer Briefwechsel. Hrsg. von Rätus Luck. Futura Edition, Wolfenbüttel 2011.
- Briefwechsel mit Ilse Blumenthal-Weiss: Und dennoch! Briefwechsel und Texte zum Judentum. Hrsg. von Torsten Hoffmann und Anna-Dorothea Ludewig, Wallstein, Göttingen 2024, ISBN 978-3-8353-5573-6.

### Schriften aus dem Nachlass
- Silberne Schlangen. Die frühen Erzählungen aus dem Nachlaß. Hrsg. vom Rilke-Archiv in Zusammenarbeit mit Hella Sieber-Rilke, besorgt durch August Stahl. Insel, Frankfurt am Main/Leipzig 2004, ISBN 978-3-458-17226-0.
- Rainer Maria Rilke: Das Testament. Faksimile der Handschrift aus dem Nachlass. Im Anhang Transkription der Handschrift. Erläuterungen und Nachwort von Ernst Zinn. Insel Verlag, Frankfurt am Main 1974.

### Zweisprachige Ausgaben
- Larenopfer. Zweisprachige, kommentierte Ausgabe, übersetzt von Alfred de Zayas. Red Hen Press, Los Angeles 2005-
- The Essential Rilke. Ausgewählte Gedichte ins Englische übertragen von Galway Kinnell und Hannah Liebmann. The Ecco Press, Hopewell, New Jersey 1999.
- Rilke. Selected Poems. Übersetzt von C.F. MacIntyre, University of California Press, Berkeley 1940.
- The Book of Images. Übersetzt von Edward Snow. North Point Press, New York 1991.
- The Best of Rilke. Übersetzt von Walter Arndt. University Press of New England, Hanover 1984, ISBN 0-87451-460-6 / ISBN 0-87451-461-4.
- Selected Poems of Rainer Maria Rilke. Übersetzt von Robert Bly. Harper & Row, New York 1981.
- Briefe an eine venezianische Freundin. Hrsg. und aus dem Französischen übersetzt von Margret Millischer. Leipziger Literaturverlag, 2010, ISBN 978-3-86660-117-8.
- Pieseň o láske a smrti korneta Krištofa Rilkeho. Übersetzt von Milan Richter. MilaniuM 2006.
- Dunkle Klagen. Lyrische Werke in zwei Bänden. Verlag 'Bogdan, Ternopil/Ukraine 2007.
- Las elegías del Duino. Übersetzt von Otto Dörr. Editorial Universitaria, Santiago, Chile, 2001.
- Sonetos a Orfeo. Übersetzt von Otto Dörr. Editorial Universitaria, Santiago, Chile, 2002.
- The Complete French Poems of Rainer Maria Rilke, ins Englische übersetzt von A. Poulin, Jr. St. Paul, MN, USA, Graywolf Press 2002.

### Übersetzungen
- Aus dem Englischen:
  - Elizabeth Barrett Browning: Sonnets from the Portuguese.
- Aus dem Französischen:
  - Fernand Gregh: La Brise en larmes.
  - Charles Baudelaire: La Géante.
  - Charles Baudelaire: Der Tod des Armen.
  - Charles Baudelaire: Les Plaines d’un Icare.
  - Maurice Maeterlinck: Zwölf Lieder.
  - Anna de Noailles: Poursuite.
  - Anna de Noailles: Ich schreibe, daß man, wenn ich nicht mehr bin
  - Anna de Noailles Tu vis, je dois l’azur.
  - François Villon: Himmelsherrin, Herrscherin auf Erden (Ballade, die Villon auf Bitten seiner Mutter verfasste, um die Muttergottes anzurufen).
  - Maurice de Guérin: Der Kentauer
  - Prinzessin Marthe Bibesco: Von der Geburt Alexanders.
  - Prinzessin Marthe Bibesco: Alexander stirbt zu Babylon.
  - Gabriel de Lavergne Vicomte de Guilleragues: Die Briefe der Marianna Alcoforado.
  - Louise Labé: A Mademoiselle Clémence de Bourge.
  - Louise Labé: Die vierundzwanzig Sonette.
  - Guillaume Le Clerc: Schneid einen Baum an hoch und groß (Das Bestiarum, Vers 201–214).
  - André Gide: Die Rückkehr des verlorenen Sohnes.
  - Paul Verlaine: Agnus Dei.
  - Paul Verlaine: Les Morts que….
  - Emile Verhaeren: Die Toten.
  - Emile Verhaeren: Suprême Apothéose.
  - Stéphane Mallarmé: Sonett (Einer Spitze Entgleit).
  - Stéphane Mallarmé: Sonett (Das neue Heute, lebhaft, schön und unberührt)
  - Stéphane Mallarmé: Fächer von Mademoiselle Mallarmé.
  - Stéphane Mallarmé: Tombeau.
  - Jean Moréas: Stanzen. (VI, VII, IX, XVII)
  - Xavier de Magallon: A l’Ami.
  - Paul Valéry: L’Amateur de poèmes.
  - Paul Valéry: Gedichte (16 Gedichte von Charmes).
  - Paul Valéry: Fragmente zum Narziß.
  - Paul Valéry: Die Seele und der Tanz.
  - Paul Valéry: Eupalinos oder der Architekt.
  - Paul Valéry: Tante Berthe.
- Aus dem Italienischen:
  - Dante: Inferno III, 1–9.
  - Dante: Vita Nuova XL.
  - Ada Negri: Storia breve.
  - Ada Negri: Te solo.
  - Ada Negri: Bacio morto.
  - Lorenzo Stecchetti: Postuma XIV.
  - Lorenzo Stecchetti: Postuma XXVII.
  - Contessa Lara (Evelina Cattermole): Abendgebet.
  - Contessa Lara: Warum.
  - Contessa Lara: Trost.
  - Contessa Lara: Impression.
  - Contessa Lara: Einsamkeit.
  - Contessa Lara: L’ultima foglia.
  - Contessa Lara: Abendmelancholie.
  - Lorenzo De’ Medici: Triumph des Bacchus und der Ariadne.
  - Jacopo Vincenzo Foscarini: Verse auf den Tod der jungen Polyxena Thurn. (I–IV)
  - Giacomo Leopardi: L’Infinito.
  - Giacomo Leopardi: Vorabend des Festes.
  - Cordula Poletti: Hymne an Aphrodite.
  - Gabriele D’Annunzio: An die Mutter.
  - Iacopone da Todi: Lauda.

### Biographien
- Fritz Klatt: Rainer Maria Rilke. Wien 1948.
- Peter Demetz: René Rilkes Prager Jahre. Düsseldorf 1953.
- Donald A. Prater: Ein klingendes Glas. Das Leben Rainer Maria Rilkes. Carl Hanser, München/Wien 1986, ISBN 3-446-13362-3.
- Wolfgang Leppmann: Rilke. Sein Leben, seine Welt, sein Werk. Scherz, Bern  und München 1981. Taschenbuch: Heyne, München 1993, ISBN 3-492-22394-X.
- Ralph Freedman: Rainer Maria Rilke. 2 Bände. Aus dem amerikanischen Englisch von Curdin Ebneter. Frankfurt am Main/Leipzig 2001, 2002, ISBN 3-458-17124-X.
- Gunnar Decker: Rilkes Frauen oder Die Erfindung der Liebe. Reclam, Leipzig 2004, ISBN 978-3-379-00816-7.
- Fritz J. Raddatz: Rainer Maria Rilke. Überzähliges Dasein. Eine Biographie. Arche Verlag, Zürich, Hamburg 2009, ISBN 978-3-7160-2606-9.
- Gunna Wendt: Lou Andreas-Salomé und Rilke – eine amour fou. Insel-Verlag, Berlin 2010, ISBN 978-3-458-35352-2.
- Heimo Schwilk: Rilke und die Frauen. Biografie eines Liebenden. Piper, München 2015, ISBN 978-3-492-05637-3.
- Gunnar Decker: Rilke. Der ferne Magier. Siedler, München 2023, ISBN 978-3-8275-0103-5.
- Sandra Richter: Rainer Maria Rilke oder Das offene Leben. Eine Biographie. Insel Verlag, Berlin 2025, ISBN 978-3-458-64482-8.
- Manfred Koch: Rilke. Dichter der Angst. Eine Biographie. C. H. Beck, München 2025, ISBN 978-3-406-82183-7.

### Biographische Artikel in Lexika
- Ralph M. Köhnen: Rilke, Rainer Maria. In: Neue Deutsche Biographie (NDB). Band 21, Duncker & Humblot, Berlin 2003, ISBN 3-428-11202-4, S. 621–623 (Digitalisat).

### Rilke-Chronik
- Ingeborg Schnack: Rainer Maria Rilke. Chronik seines Lebens und seines Werkes. Frankfurt am Main 1996, ISBN 3-458-16827-3; Erweiterte Neuausgabe, hrsg. von Renate Scharffenberg. Insel, Frankfurt am Main/Leipzig 2009, ISBN 978-3-458-17433-2.

### Dokumente zur Biographie
- Curdin Ebneter, Erich Unglaub (Hrsg.): Erinnerungen an Rainer Maria Rilke. En face –Texte von Augenzeugen. Nimbus, Wädenswil 2022, ISBN 978-3-907142-87-5.

### Gesamtdarstellungen
- Joseph-François Angelloz: Rainer Maria Rilke: Leben und Werk. Übertr. aus dem Franz. von Alfred Kuoni. Nymphenburger, München 1955.
- Lesley Chamberlain: Rilke. The last inward man, Pushkin Press, London 2022, ISBN 978-1-78227-724-8.
- Manfred Engel, Dorothea Lauterbach (Hrsg.): Rilke Handbuch. Leben – Werk – Wirkung. Metzler, Stuttgart/Weimar 2004, ISBN 3-476-01811-3; Sonderausgabe: Metzler, Stuttgart/Weimar 2013, ISBN 978-3-476-02526-5. [Mit ausführlichem Verzeichnis von Ausgaben und Forschungsliteratur.]
- Karl Josef Hahn: Rainer Maria Rilke. Eine Studie. Josef Habbel, Regensburg 1949, ISBN 978-3-87729-036-1.
- Käte Hamburger (Hrsg.): Rilke in neuer Sicht. Kohlhammer, Stuttgart 1971.
- Torsten Hoffmann: Rainer Maria Rilke. Tectum, Baden-Baden 2021, ISBN 978-3-8288-4449-0.
- Hans Egon Holthusen: Rainer Maria Rilke. rororo Monographien. 35. Auflage. Rowohlt Taschenbuch Verlag, 2004, ISBN 978-3-499-50022-0.
- Hermann Kunisch: Rainer Maria Rilke. Dasein und Dichtung. Zweite, neu gefasste und stark erweiterte Auflage. Duncker und Humblot, Berlin/München 1975, ISBN 3-428-03429-5. (Erstauflage 1944).
- Charlie Louth: Rilke. The life of the work. Oxford University Press, Oxford, New York 2020, ISBN 978-0-19-881323-1.
- Gunter Martens, Annemarie Post-Martens: Rainer Maria Rilke. Rowohlt, Reinbek 2008, ISBN 978-3-499-50698-7.
- Gerhard Oberlin: Rilke verstehen – Text und Deutung. Königshausen & Neumann, Würzburg 2022, ISBN 978-3-8260-7623-7.
- Stefan Schank: Rainer Maria Rilke. dtv portrait, München 1998, ISBN 978-3-423-31005-5.

### Einzelaspekte
- Beda Allemann: Zeit und Figur beim späten Rilke. Pfullingen 1961.
- Günther Anders: Über Rilke und die deutsche Ideologie (Aus dem Nachlass: Cornet-Relektüre 1948). In: sans phrase. Zeitschrift für Ideologiekritik, Heft 7, Herbst 2015, S. 109–131. ISSN 2194-8860.
- Ulrich C. Baer (Hrsg.): Rainer Maria Rilke: Die Prosa. Frankfurt am Main 2016, ISBN 978-3-458-17685-5.
- Dieter Bassermann: Der andere Rilke: gesammelte Schriften aus dem Nachlass. Hrsg. von Hermann Mörchen. Gentner, Bad Homburg vor der Höhe 1961.
- Dieter Bassermann: Rilkes Vermächtnis für unsere Zeit. Berlin u. a., 1947.
- Dieter Bassermann: Der späte Rilke. Leibniz, München 1947.
- Edda Bauer (Hrsg.): Rilke-Studien: Zu Werk und Wirkungsgeschichte. Aufbau-Verlag, Berlin 1976.
- Hans Berendt: Rainer Maria Rilkes Neue Gedichte. Versuch einer Deutung. Bern 1957.
- Maurice Betz: Rilke in Paris. Arche, Zürich 1948.
- Leonid Certkov: Rilke in Russland. Auf Grund neuer Materialien. Wien 1975.
- Paul Claes: Rilkes Rätsel: Eine neue Deutung der Neuen Gedichte. Aus dem Niederländischen von Marlene Müller-Haas. Athena-Verlag 2009, ISBN 978-3-89896-335-0.
- Jean Rudolf von Salis: Rainer Marias Rilkes Schweizer Jahre, geschrieben zum 10. Jahrestag seines Todes am 29. Dezember 1936. Huber, Frauenfeld / Leipzig 1936, DNB 362218463.
- Johannes Cramer: Nah ist und schwer zu fassen der Gott. Ein Versuch über Rainer Maria Rilke, Hans Carossa und Gertrud von le Fort. Paulus-Verlag 1948.
- Günther Däss: Wirklichkeitsintuition und Wirklichkeitstreue in Rilkes Duineser Elegien. Haarlem University Press, 1970.
- Ilija Dürhammer (Hrsg.): Mystik, Mythen & Moderne: Trakl, Rilke, Hofmannsthal. 21 Gedicht-Interpretationen. Praesens Verlag, 2010, ISBN 978-3-7069-0614-2.
- Manfred Engel, Dieter Lamping (Hrsg.): Rilke und die Weltliteratur. Artemis und Winkler, München 1998, ISBN 3-538-07084-9.
- Richard Exner: Rainer Maria Rilke: Das Marien-Leben. Vorgestellt von Richard Exner. Frankfurt am Main 1999, ISBN 978-3-458-16981-9.
- Janko Ferk: Der Rilke-Weg. Ein Wanderführer von Grado über Görz und Triest bis Muggia und Udine. Mit Fotos von Helmuth Weichselbraun. Graz 2022. ISBN 978-3-903323-12-4.
- Barbara Fritz: Rainer Maria Rilkes Leser in Schule und Gesellschaft: Rezeption 1904–1936. Diss. Frankfurt 2009, ISBN 978-3-631-59006-5.
- Hans-Jürgen Gaudeck: Oh hoher Baum des Schauns. Rainer Maria Rilke. Mit Aquarellen von Hans-Jürgen Gaudeck. Steffen Verlag, Berlin 2014, ISBN 978-3-941683-46-4.
- Rolf Geffken: Die große Arbeit: Worpswede in Leben und Werk Rainer Maria Rilkes, Edition Falkenberg 2016, ISBN 978-3-95494-043-1
- Ralph Gleis, Maria Obenaus (Hrsg.): Rodin – Rilke – Hofmannsthal. Der Mensch und sein Genius. Berlin 2017, ISBN 978-3-95732-297-5.
- Rüdiger Görner: Rainer Maria Rilke. Im Herzwerk der Sprache. Hanser/Zsolnay Verlag, München/Wien 2004, ISBN 978-3-379-00816-7.
- Ulrich K. Goldsmith: Rainer Maria Rilke, a verse concordance to his complete lyrical poetry. W. S. Maney, Leeds 1980.
- Gisela Götte, Jo-Anne Birnie Danzker (Hrsg.): Rainer Maria Rilke und die bildende Kunst seiner Zeit. München 1996, ISBN 3-7913-1750-4.
- Wolfram Groddeck: Interpretationen: Gedichte von Rainer Maria Rilke. Reclam-Verlag, 1999, ISBN 978-3-15-017510-1.
- Romano Guardini: Rainer Maria Rilkes Deutung des Daseins. Eine Interpretation der Duineser Elegien. 1953. Nachdr. Mainz 1996, ISBN 3-7867-1948-9; Paderborn 1996, ISBN 3-506-74552-2.
- Alfred Hagemann: Natur bei Rainer Maria Rilke. Wald, Park, Garten und ihre literarische Darstellung. Berlin 2015. ISBN 978-3-631-65930-4.
- Erich Heller: Nirgends wird Welt sein als innen: Versuche über Rilke. Suhrkamp, Frankfurt am Main 1975.
- Alfred Hermann: Rilkes ägyptische Geschichte. ‚Ein Versuch wechselseitiger Erhellung von Dichtung und Altkultur‘. In: Symposion, Jahrbuch für Philosophie. Hrsg. von Max Müller. Band IV. Freiburg i. Br./München 1955, S. 367–461.
- Gertrud Höhler: Niemandes Sohn: Zur Poetologie Rainer Maria Rilkes. Wilhelm Fink-Verlag, 1979, ISBN 978-3-7705-1574-5.
- Anette und Peter Horn: „Ich lerne sehen.“ Zu Rilkes Lyrik. Athena-Verlag, 2010, ISBN 978-3-89896-397-8.
- Andrea Hübener, Erich Unglaub (Hrsg.): Blätter der Rilke-Gesellschaft 29/2008: Rilkes Dresden. Das Buch der Bilder. Insel-Verlag 2008, ISBN 978-3-458-17424-0.
- Heinrich Imhof: Rilkes Gott. R. M. Rilkes Gottesbild als Spiegelung des Unbewußten. Stiehm Verlag, Heidelberg 1988, ISBN 978-3-7988-0036-6.
- Maria Jansen: Poetik des Grauens: Über Rainer Maria Rilkes „Aufzeichnungen des Malte Laurids Brigge“. AV Akademikerverlag, 2013, ISBN 978-3-639-47549-4.
- Gerhard Junge: Motivuntersuchungen zu den französischen Gedichten Rainer Maria Rilkes. Dissertation, Philipps-Universität Marburg 1956. GoogleBooks
- Sung-Kie Im: Dynamik des Raumes. Die Motive des Windes und des Atems in der Lyrik Rilkes. Dissertation Karlsruhe 1979.
- Guy van Kerckhoven: „Einander zu ereignen“. Rilkes diskrete Phänomenologie der Begegnung. Verlag Karl Alber, 2020. ISBN 978-3-495-49132-4.
- Martina King: Pilger und Prophet: Heilige Autorschaft bei Rainer Maria Rilke. Vandenhoeck & Ruprecht, 2009, ISBN 978-3-525-20603-4.
- Karl-Josef Kuschel: Rilke und der Buddha. Die Geschichte eines einzigartigen Dialogs. Guetersloher Verlagshaus, 2010, ISBN 978-3-579-07020-9.
- Karen Leeder, Robert Vilain (Hrsg.): Nach Duino: Studien zu Rainer Maria Rilkes späten Gedichten. Wallstein-Verlag, 2010, ISBN 978-3-8353-0425-3.
- Christian Lehnert: „Die Kätzchen der leeren Hasel, die hängenden“. Annäherung an Rainer Maria Rilke. Reihe „Zwiesprachen“, Stiftung Lyrik Kabinett. Verlag Das Wunderhorn, Heidelberg 2023, ISBN 978-3-88423-700-7.
- Sascha Löwenstein: Poetik und dichterisches Selbstverständnis. Eine Einführung in Rainer Maria Rilkes frühe Dichtungen. Königshausen & Neumann, Würzburg 2004.
- Sascha Löwenstein: Rilkes Dramenpoetik. Wiss. Verlag, Berlin 2011, ISBN 978-3-86573-635-2.
- Gisli Magnússon: Dichtung als Erfahrungsmetaphysik: esoterische und okkultistische Metaphysik bei R. M. Rilke. Univ. habil., Würzburg 2009, ISBN 978-3-8260-4076-4.
- Bernhard Marx: ‚Meine Welt beginnt bei den Dingen‘. Rainer Maria Rilke und die Erfahrung der Dinge. Königshausen und Neumann, Würzburg 2015, ISBN 978-3-8260-5622-2.
- Eudo C. Mason: Lebenshaltung und Symbolik bei Rainer Maria Rilke. 2. Auflage. Oxford 1964.
- Hermann Mörchen: Rilkes Sonette an Orpheus. Stuttgart 1958.
- Barbara Neymeyr: Poetische Metamorphosen des Orpheus-Mythos bei Rilke: Von seinem Gedicht Orpheus. Eurydike. Hermes bis zu den Sonetten an Orpheus. In: Zeitschrift für deutsche Philologie 118 (1999), Sonderheft: S. 25–59.
- Gerhard Oberlin: Sein im Untergang. Rainer Maria Rilkes Schreibblockade und seine letzten poetologischen Dichtungen. In: New German Review, Vol. 20/2005–6, S. 8–40.
- Bernd Oei: Nietzsche unter deutschen Literaten, Dt. Wiss.-Verlag, Baden-Baden 2008, ISBN 978-3-935176-88-0.
- Silke Pasewalck: „Die fünffingrige Hand“: Die Bedeutung der sinnlichen Wahrnehmung beim späten Rilke. de Gruyter Verlag, Berlin 2002, ISBN 3-11-017265-8.
- Jörg Paulus, Erich Unglaub (Hrsg.): Im Schwarzwald. Blätter der Rilke-Gesellschaft; Band 31. Göttingen, Wallstein-Verlag 2012, ISBN 3-8353-1137-9.
- Sabine Prilop, Ursula Brunbauer: Rainer Maria Rilke: Die russischen Reisen. HerzRosen, 1999, ISBN 3-934114-00-8.
- Walter Rehm: Orpheus. Der Dichter und die Toten. Selbstdeutung und Totenkult bei Novalis, Hölderlin, Rilke. Düsseldorf 1950.
- Marcel Reich-Ranicki (Hrsg.): Rainer Maria Rilke. Und ist ein Fest geworden. 33 Gedichte mit Interpretationen. Insel-Verlag 2000, ISBN 978-3-458-34311-0.
- Jessica Riemer: Rilkes Frühwerk in der Musik: rezeptionsgeschichtliche Untersuchungen zur Todesthematik. Heidelberg, Univ., Diss., 2009, ISBN 978-3-8253-5698-9.
- Judith Ryan: Umschlag und Verwandlung. Poetische Struktur und Dichtungstheorie in R. M. Rilkes Lyrik der Mittleren Periode (1907–1914). München 1972.
- Günther Schiwy: Rilke und die Religion. Frankfurt am Main 2006, ISBN 3-458-17331-5.
- Adolf J. Schmid: Rilke in Rippoldsau: 1909 u. 1913 – sympathische Seiten im Gästebuch des verlässlichen Kurtales. Apis-Verlag, Freiburg im Breisgau 1984.
- Erich Simenauer: Der Traum bei R. M. Rilke. Bern/Stuttgart 1976, ISBN 3-258-02432-4.
- August Stahl: Rilke – Kommentar zum lyrischen Werk. Winkler-Verlag, 1990, ISBN 978-3-538-07025-7.
- August Stahl: Rilke – Kommentar zu den Aufzeichnungen des Malte Laurids Brigge. Winkler-Verlag, München 1990, ISBN 978-3-538-07027-1.
- Jacob Steiner: Rilkes Duineser Elegien. 2. Auflage. Bern/München 1969.
- Jacob Steiner: Rilke. Vorträge und Aufsätze. Herausgegeben von der Literarischen Gesellschaft (Scheffelbund) Karlsruhe (= Jahresgabe). von Loeper-Verlag, Karlsruhe 1986.
- Erich Unglaub: Rilke-Arbeiten. Peter Lang-Verlag, Frankfurt am Main 2002, ISBN 978-3-631-39050-4.
- Erich Unglaub: Panther und Aschanti: Rilke-Gedichte in kulturwissenschaftlicher Sicht. Peter Lang-Verlag, Frankfurt am Main 2005, ISBN 978-3-631-53791-6.
- Raoul Walisch: „Daß wir nicht sehr verläßlich zu Haus sind in der gedeuteten Welt“: Untersuchung zur Thematik der gedeuteten Welt in Rilkes „Die Aufzeichnung des Malte Laurids Brigge“, „Duineser Elegien“ und spätester Lyrik. Univ. Diss., Würzburg 2012, ISBN 978-3-8260-4927-9.
- Maurice Zermatten: Der Ruf der Stille: Rilkes Walliser Jahre. Rascher Verlag, Zürich 1954.
- Marek Zybura: Hundert Jahre polnische Rilke-Rezeption. In: ders: Querdenker, Vermittler, Grenzüberschreiter. Dresden 2007, ISBN 978-3-934038-87-5.